# Tunng
Tunng est un groupe britannique de folktronica.
Tunng est né en 2003 de l'association de Sam Genders et Mike Lindsay qui travaillait dans un studio à Londres. Ce duo, grâce à la collaboration de leur entourage sort en 2005 l'album Mother's Daughter And Other Songs. Le groupe a collaboré avec Doves à la fin de leur tournée en 2005.
Tunng se fait remarquer en utilisant des instruments peu ordinaires comme des coquillages. 
En 2007 Sam Genders fondateur du groupe quitte définitivement l'aventure. Le groupe arrive en France sur les ondes au début de mai 2008 avec la chanson Bullets présente sur l'album Good Arrows.
À noter la présence d'Ashley Bates, ancien batteur du groupe shoegazing Chapterhouse.

## Histoire
Sam Genders et Mike Lindsay, deux des membres fondateurs de Tunng, ont commencé leur carrière musicale ensemble après s'être rencontrés lors d'un des premiers concerts solo de Genders à Londres.
Outre la sortie de cinq albums et de nombreux singles depuis 2004, Tunng a repris la chanson "The Pioneers" de Bloc Party. L'original et la reprise ont été présentés dans la troisième saison de The O.C. ("The Man of the Year", épisode 24). Ils ont également repris la chanson "No Man Can Find The War" de Tim Buckley pour l'album hommage Dream Brother de 2006 : The Songs of Tim and Jeff Buckley.
Ils ont assuré la première partie des Doves à la fin de leur tournée 2005. Becky Jacobs, membre du groupe, est la jeune sœur du musicien électronique Max Tundra.
En 2007, le groupe a été inclus dans l'album The Imagined Village, avec une version revisitée de "Death and the Maiden". En 2008, Tunng a remixé la chanson "Hoko Onchi" sur l'album Collisions - The Mid/Air Remixes de Dive Index. Leur chanson "Bullets" a été jouée pendant le générique de fin de l'épisode de la quatrième saison de Weeds, "Till We Meet Again", en septembre 2008.
"Jenny Again" de Comments of the Inner Chorus a été utilisé comme bande sonore pour la publicité télévisée de la NSPCC pour lancer l'appel de la NSPCC Child's Voice.
En mars 2009, Tunng a joué avec un trio du groupe touareg de blues du désert Tinariwen lors d'une tournée au Royaume-Uni, et ils ont également joué ensemble à Glastonbury en juin 2009 et 2010. En mai 2010, Tunng a été la tête d'affiche du Wood Festival à Oxfordshire, en Angleterre. L'apparition de Tunng au Truck Festival en juillet 2011 a été leur seule performance britannique de l'été.
En août 2011, Tunng a remixé Gnomes de Sea of Bees Le 5 décembre 2011, le groupe a sorti This Is Tunng .... Live From The BBC, un album de morceaux de Tunng joués dans diverses sessions de la BBC avec Huw Stephens, Lauren Laverne, Rob Da Bank, Marc Riley et Giles Peterson, entre autres.
Tunng a publié son cinquième album complet Turbines, le 18 juin 2013 Tunng est revenu le 27 mars 2018 avec le single Flatland, suivi de près le 15 mai 2018 par le nouveau single ABOP, annonçant la sortie du premier album du groupe en cinq ans Le 24 août 2018, le groupe a publié son sixième album Songs You Make At Night, qui réunit les membres fondateurs Sam Genders et Mike Lindsay et le reste du line-up original de Tunng pour la première fois depuis Good Arrows de 2007.

## Discographie

### Singles
- Bullets (2008)
- Hustle (2010)

### Participations
- Electric Gypsyland 2 (2006) : Homecoming (remix d'un titre de Taraf de Haïdouks)